# 土佐電気鉄道700形電車
土佐電気鉄道700形電車（とさでんきてつどう700がたでんしゃ）は、とさでん交通に在籍する路面電車車両。本項では同形の800形電車についても記す。2014年10月1日付で土佐電気鉄道が高知県交通・土佐電ドリームサービスと経営統合し、新会社とさでん交通による運営に移行したのに伴い、土佐電気鉄道からとさでん交通に承継された。

## 概要
山口県下関市で路面電車の営業を行っていた山陽電気軌道（現・サンデン交通）より譲受した車両で、1958年に700形701-704の4両、翌1959年に800形801-805の5両がナニワ工機で製造された。全て鋼製車体となっている。
性能面に両形式の差異はなく、どちらも直接制御方式を採用している。異なるのは台車で、700形はNK-11、800形は改良を加えたNK-12を使用しているが、外観上の差異はほとんどない。また排障器も700形は鋼板製、800形は鉄管製となっている。700形は土佐電鉄では初となる、折戸の乗降扉を持つ車両である。
1971年の山陽電気軌道の路線全廃に伴い、同年2月に700形3両 (701, 702, 704) と800形4両 (801-804) が土佐電気鉄道に譲渡された。当初は名古屋市電からの車両譲受を予定していたが、前年に土佐電鉄が採用したワンマン方式は後乗り前降り式であったため、前乗り後降り式の名古屋市電の車両では都合が悪くなり、同時期に路線を廃止した山陽電気軌道が土佐電鉄と同じく後乗り前降り式を採用していたことから、山陽からの両形式の譲渡へと変更になった経緯がある。譲受に際して集電装置は全車ビューゲルからZ形パンタグラフに交換された。形式称号の変更はないが、704のみ703に改番されている。
1971年8月7日より土佐電気鉄道での運用を開始。1997年から1999年にかけて、600形と同時に三菱電機製冷房装置の取り付け工事が実施され、車体の補強のため側面中央部の柱が太くなったことで、隣にある客室窓が狭くなった。塗装は土電の標準色ないし広告色であったが、2005年4月には有志の募金により702号に対して山陽電気軌道時代の塗装への復元工事が施され、「ふくふく下関号」として運用された（現在は土電標準色に戻されている）。近年ではミュージックホーンの増設改造もされている。

## 主要諸元
- 寸法（車長/車幅/集電装置折り畳み時の車高）：12000/2300/3834(mm)
- 自重：14.15t
- 定格出力：37.3kW×2
- 台車：NK-11（700形）、NK-12（800形）

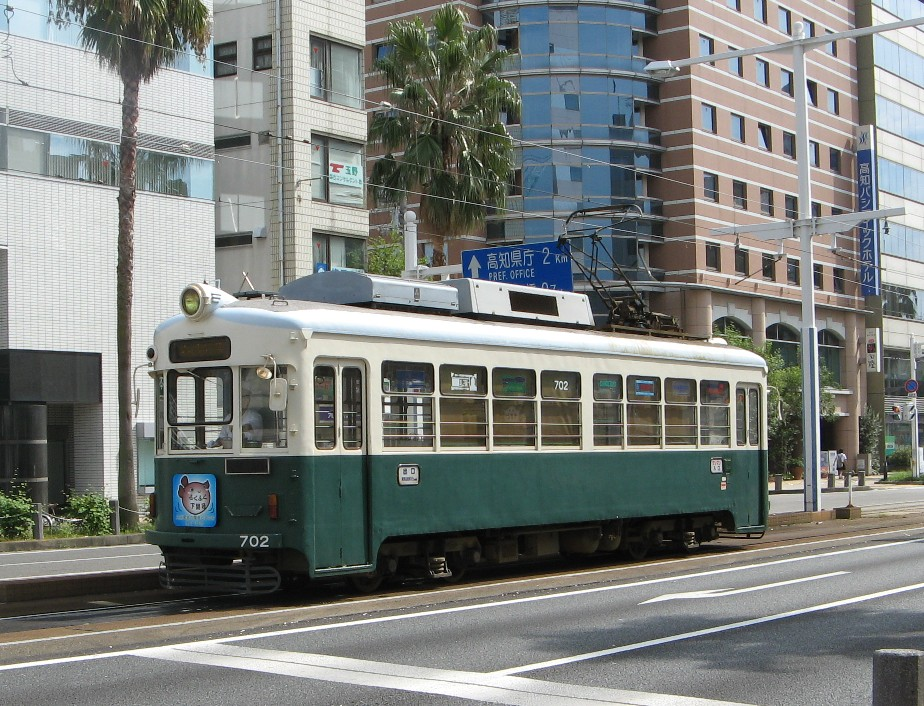
山陽電気軌道時代の塗装を復元した700形702号

- 制御駆動方式：直接制御吊り掛け駆動方式
- 旅客定員：64（座席34）
- 乗降扉：折り戸式山陽電気軌道時代の塗装を復元した700形702号

## 各車状況
- 701（山陽電気軌道701） - 1958年3月竣工、桟橋車庫所属
- 702（山陽電気軌道702） - 1958年3月竣工、桟橋車庫所属
- 703（山陽電気軌道704） - 1958年3月竣工、桟橋車庫所属
- 801（山陽電気軌道801） - 1959年3月竣工、桟橋車庫所属
- 802（山陽電気軌道802） - 1959年3月竣工、桟橋車庫所属
- 803（山陽電気軌道803） - 1959年3月竣工、桟橋車庫所属
- 804（山陽電気軌道804） - 1959年3月竣工、桟橋車庫所属